# 존 다니엘

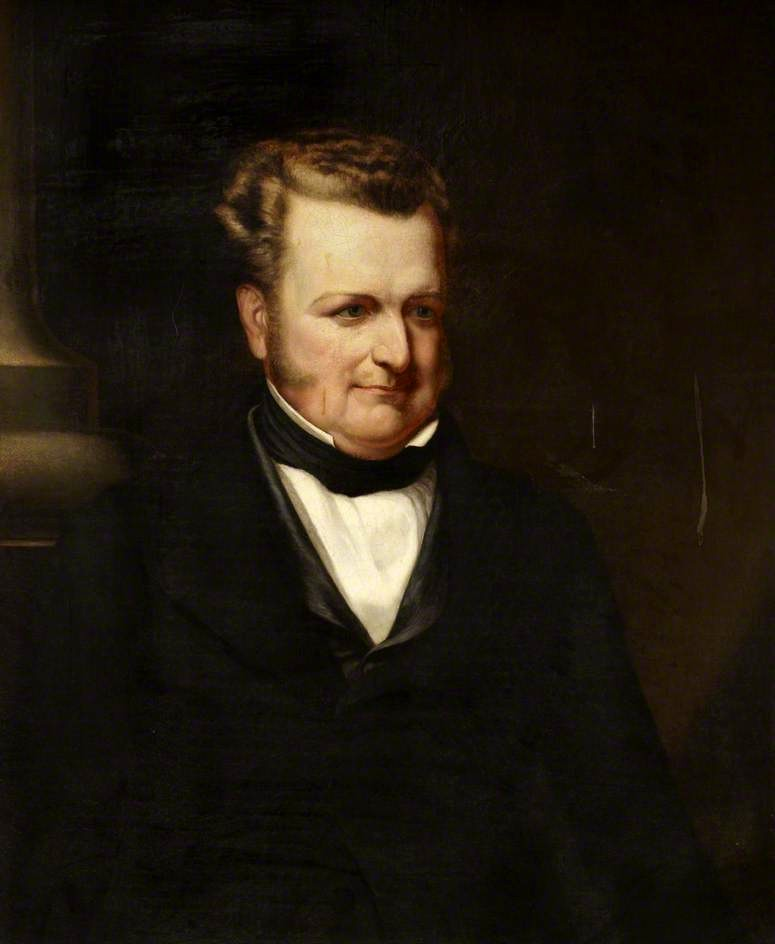

존 다니엘(John Frederic Daniell, 1790년 3월 12일 ~ 1845년 3월 13일)은 잉글랜드 화학자이자 물리학자이다.
런던에서 태어났다. 1831년, 새로 설립된 킹스 칼리지 런던의 첫 번째 화학 교수가 되었다. 전압전지보다 훨씬 좋은 전지의 부품인 다니엘 전지를 발명했다.

## 사망
1845년 3월 런던에서 55세의 나이로 급사했다.
달분화구 다니엘은 그의 이름을 딴 것이다.

## 저서
- 기상학에 대한 논문과 관찰(Meteorological Essays, 1823)
- Introduction to the Study of Chemical Philosophy (1839)